# Le Coudray
Le Coudray település Franciaországban, Eure-et-Loir megyében. Lakosainak száma 4063 fő (2022. január 1.). Le Coudray Chartres, Gellainville, Morancez és Luisant községekkel határos.

## Népesség
A település népességének változása:
| Lakosok száma | 931  | 1441 | 2022 | 3652 | 4200 | 4220 | 4161 | 4078 | 4042 | 4063 |
|               | 1968 | 1982 | 1990 | 2006 | 2013 | 2015 | 2017 | 2019 | 2020 | 2022 |